# 鬼丽鱼属
鬼麗魚屬，是條鰭魚綱䲁形目麗魚科下的一個屬。

## 分類
本屬屬於褶唇麗魚亞科，目前被認可的種如下：
- 阿氏鬼麗魚 Sciaenochromis ahli
- 深棲鬼麗魚 Sciaenochromis benthicola
- 弗氏鬼麗魚 Sciaenochromis fryeri
- 喜沙鬼麗魚 Sciaenochromis psammophilus